# Teutones
Teutones es el nombre que, recogido en la Edad Media, designa a los habitantes de un territorio europeo que actualmente forma parte de Alemania. Según el mapa de Ptolomeo, y de acuerdo con Pomponio Mela, los teutones habitaban en la península de Jutlandia, junto con los cimbrios. Fue aproximadamente en el año 120 a. C. cuando, junto con los cimbrios, decidieron emigrar de Escandinavia al sur de Europa.

## Historia
Al este del Rin, los teutones han acusado siempre un origen celta, más precisamente galo, desde el nombre de sus jefes hasta el del mismo pueblo, ya que en lengua gala teuta significaba tribu y ona, agua, por lo que sería la tribu de las aguas (el Elba, en este caso). Su idiosincrasia belicosa y la amistad con tribus galas como los eburones —estos les ceden un depósito para sus equipajes en la ciudad de Aduat cuando invaden la Galia Melenuda o central— y helvecios —quienes se unen a ellos con frecuencia— les hace fácilmente reconocibles como parte integrante del conjunto de pueblos que formaban la Galia Bélgica, con la mayoría de los cuales tenían tratados de amistad. 
Los cronistas e historiadores latinos los confundieron con pueblos germanos, en particular sajones, al aceptar la división caprichosa que Roma hace de la región. Determinaron que al este del Rin era país germano y, al oeste, país galo. Luego han incurrido durante dos milenios en este error todos los historiadores que se han basado en esos escritos, lo cual se ha desmentido arqueológicamente desde hace varias décadas.
A partir del año 113 a. C., los teutones y los cimbrios se unen para emigrar hacia la península ibérica, supuestamente debido a razones demográficas y sabiendo que las Galias estaban ya superpobladas. Es así que al tomar la dirección de la Galia Narbonense —la provincia romana que hoy es el sur de Francia hasta los Pirineos—, los romanos deciden detenerles temiendo que se instalen allí. Este corte del paso hacia la Hispania va a terminar suponiendo una invasión de territorios galos, que son realmente asolados por sus saqueos buscando reabastecimiento, lo que va a durar unos doce años, hasta que Roma puede al fin detenerlos y hacerles tomar la decisión de regresar, habida cuenta de la reducción de su número, debido a las cuantiosas pérdidas en combates.
A su vuelta, reencuentran a sus parientes en la cuenca del Elba, decidiendo muchos de ellos instalarse en el paso de los cimbrios, la actual Jutlandia, donde con los años terminarán predominando.